# Тіріка амазонійський
Тіріка амазонійський (Brotogeris versicolurus) — вид папугоподібних птахів родини папугових (Psittacidae). Поширений у Південній Америці.

## Поширення
Вид трапляється у басейні Амазонки на сході Перу, південному сході Колумбії та у Бразилії. Інтродукований у Лімі (Перу), Лос-Анджелесі, Сан-Франциско та Маямі (США), а також у Пуерто-Рико. Мешкає в кронах галерейних лісів, узліссях, річкових островах і відкритих лісистих місцевостях, переважно на висоті нижче 300 м, але зустрічається і на більших висотах, навіть до 2700 м над рівнем моря.

## Опис
Ці папуги мають довжину від 21,5 до 25 см. Оперення зелене з сіруватими щоками і помітними жовтими краями на крилах, білими плямами помітними в польоті і синім кінчиком хвоста. Хвіст довгий, гострий і загострений.

## Спосіб життя
Харчується в основному хробаками і фруктами в природному середовищі існування. Поза ним він пристосовується також харчуватися квітами та нектаром. Воліє споживати насіння сейби.
Гніздиться в порожнистих стовбурах пальм і дерев, користуючись тріщинами, утвореними в результаті розкладання. Самиця відкладає чотири-п'ять білих яєць. Інкубація триває 26 днів. Пташенята залишають гніздо приблизно через 45 днів після народження. Після розмноження всі птахи повертаються до загальних зграй до 100 особин.